# Liste der Naturdenkmale in Alheim
Die Liste der Naturdenkmale in Alheim nennt die im Gebiet der Gemeinde Alheim im Landkreis Hersfeld-Rotenburg in Hessen gelegenen Naturdenkmale.

## Naturdenkmale
| Bild | Bezeichnung             | Ortsteil, Lage                               | Beschreibung          | Art      | Nr.     |
| ---- | ----------------------- | -------------------------------------------- | --------------------- | -------- | ------- |
| BW   | Der Oberellenbacher See | Baumbach 51° 1′ 41,4″ N, 9° 39′ 7,4″ O       | Doline                | Doline   | 3632000 |
| BW   | Linde (Tilia)           | Licherode 51° 1′ 0,7″ N, 9° 35′ 27,4″ O      | Alte Dorflinde        | Linde    | 3632002 |
| BW   | Linde (Tilia)           | Niederellenbach 51° 2′ 36,9″ N, 9° 39′ 27″ O | Eine Linde            | Linde    | 3632004 |
| BW   | Linde (Tilia)           | Oberellenbach 51° 1′ 32,7″ N, 9° 38′ 10,9″ O | Eine Linde            | Linde    | 3632006 |
| BW   | Linde (Tilia)           | Oberellenbach 51° 1′ 35″ N, 9° 38′ 40,6″ O   | Linde am Seekopf      | Linde    | 3632007 |
| BW   | Höllkaute               | Oberellenbach 51° 1′ 18,3″ N, 9° 37′ 30″ O   | Höllkaute             | Erdfall  | 3632008 |
| BW   | Felsen                  | Oberellenbach 51° 0′ 52,3″ N, 9° 37′ 39,6″ O | Katherlies-Kämmerchen |          | 3632009 |
| BW   | Linde (Tilia)           | Sterkelshausen 51° 0′ 32,9″ N, 9° 38′ 51″ O  | Eine Linde            | Linde    | 3632010 |
| BW   | Felsen                  | Sterkelshausen 51° 0′ 8,4″ N, 9° 38′ 37,4″ O | Der Kielstein         |          | 3632011 |
| BW   | Eiche (Quercus)         | Oberellenbach 51° 1′ 4,4″ N, 9° 38′ 28,7″ O  | Eine alte Eiche       | Eiche    | 3632012 |
| BW   | Buche (Fagus sylvatica) | Oberellenbach 51° 0′ 49,3″ N, 9° 37′ 49,5″ O | Eine alte Buche       | Rotbuche | 3632013 |